# Stalinizm

Wielki Stalin na radzieckim plakacie propagandowym z okresu II wojny światowej. Jeden z przejawów kultu jednostki

Stalinizm – ukształtowany w latach 30. XX wieku w Związku Socjalistycznych Republik Radzieckich pod dyktatorskimi rządami Józefa Stalina system poglądów ideologicznych i sposób kierowania partią oraz państwem komunistycznym i jego gospodarką. Sprowadzał się do rządów jednej partii za pomocą przymusu (terroru) i propagandy oraz centralnie sterowanej gospodarki planowej.

## Historia
Stalinizm przyjął formę totalitarnego ustroju społeczno-gospodarczego i politycznego – woluntarystycznej autarkii gospodarczej, połączonej z represywnym systemem pracy przymusowej, kampanijnymi formami mobilizacji mas. Stalinizm odznaczał się stałym rozszerzaniem kręgów prawdziwych i urojonych zabijanych wrogów ludu, brakiem konstytucyjnego pojęcia praw człowieka, powtarzalnością czystek kadrowych wśród przywódców partyjnych i państwowych. Reprezentował skrajny centralizm biurokratyczny. W stalinizmie istniał nakazowy system kierowania gospodarką.
Po II wojnie światowej narzucony innym państwom i partiom komunistycznym. Stalinizm został skrytykowany przez Nikitę Chruszczowa w tajnym referacie „O kulcie jednostki i jego następstwach” podczas XX Zjazdu KPZR w 1956 r. Oficjalne potępienie stalinizmu nastąpiło na XXII zjeździe KPZR w 1961 roku (m.in. zwłoki Stalina zostały usunięte z mauzoleum, a jego imię odebrano miastom i obiektom, m.in. Stalingradowi). Destalinizacja stała się przyczyną zerwania z KPZR komunistycznych partii Chin i Albanii. Po obaleniu Chruszczowa w 1964 r. Leonid Breżniew zahamował destalinizację. W rezultacie niektóre aspekty stalinizmu przetrwały w ZSRR do 1990 roku.
Podstawowymi cechami stalinizmu były:
- nieograniczona władza Stalina prowadząca w późniejszym okresie do tzw. kultu jednostki
- kontrola wszelkich dziedzin życia przez nomenklaturę partyjną
- aparat terroru ukierunkowany na zwalczanie realnych i domniemanych przeciwników władzy sowieckiej oraz zastraszenie społeczeństwa
- zakrojona na szeroką skalę militaryzacja kraju
- ekonomia oparta na ścisłym, centralnym planowaniu inwestycji i centralnej dystrybucji dóbr
- kolektywizacja rolnictwa i położenie nacisku na przemysł ciężki i produkcję zbrojeniową
- wspieranie ruchów komunistycznych w innych krajach
- polityka imperialna zmierzająca do podporządkowywania innych państw władzy ZSRR

Zazwyczaj przyjmuje się, że pełna wersja stalinizmu trwała od roku 1929 (pozbycie się z kierownictwa WKP(b) głównych oponentów Stalina) do roku 1953 (śmierć Stalina). Po 1953 system ten zaczął powoli ewoluować do socjalizmu nomenklaturowego, w którym pod koniec istnienia ZSRR władzę sprawowała kilkusettysięczna grupa najważniejszych działaczy partii i podporządkowane tej grupie aparat biurokratyczny i aparat przymusu i kontroli. Stalinizm do roku 1945 funkcjonował wyłącznie w Związku Radzieckim. Po II wojnie światowej został jednak eksportowany do państw, które w wyniku tej wojny dostały się pod kontrolę ZSRR. W Chinach, przekształcił się w maoizm.
W teorii politycznej trockizmu ZSRR w okresie stalinizmu i później określany jest mianem „zdegenerowanego państwa robotniczego”; według Lwa Trockiego – mimo nacjonalizacji środków produkcji nie istniała tam demokratyczna kontrola polityczna, lecz rządy pasożytniczej kasty biurokratycznej.

## Gospodarka
Po pokonaniu w 1927 przez partyjną prawicę Lewicowej Opozycji i umocnienia władzy Stalina zarzucono politykę NEP-u i rozpoczęto politykę całkowitego planowania gospodarczego i kolektywizacji rolnictwa. Polityka ta poskutkowała zwiększeniem kapitału towarowego i zdolności przemysłu ciężkiego w 1930 roku.
Sukcesem dyktatora okazało się zbudowanie jeszcze przed II wojną światową mocarstwa wojskowo-przemysłowego. Zgodnie z założeniami komunizmu gospodarka była planowana, a plany pięcioletnie opracowywał Gospłan – Państwowy Komitet Planowania. Gospodarka została w prawie całości znacjonalizowana. Kierunek polityki nie był wytyczany przez zapotrzebowanie społeczne, lecz przez potrzeby Armii Czerwonej. Rozwój gospodarczy i uprzemysłowienie realizowano kosztem konsumpcji indywidualnej i ograniczenia spożycia. Przyśpieszona rozbudowa przemysłu powiązana była z przygotowaniami do wojny (w ZSRR występował lęk przed otaczającymi kraj państwami kapitalistycznymi).
Aby zwiększyć wydajność, rozpowszechniono „socjalistyczne współzawodnictwo pracy”, co w praktyce wymuszało na pracownikach stałe przekraczanie norm.
Od 1928 do 1942 roku średni wzrost gospodarczy wyniósł 20% rocznie. Wzrosła produkcja surowców przemysłu ciężkiego, w 1928 roku poziom produkcji osiągnął 111% w porównaniu do 1913 roku, w 1933 roku wyniósł już 281%, a w 1938 już 658%. Największy przyrost ilościowy zaobserwował przemysł stalowy i węgla kamiennego, energii i artykułów chemicznych. Niemniej jednak oficjalne statystyki były fałszowane.
Na początku lat 40. gospodarka ZSRR stała się stosunkowo samowystarczalna, co trwało aż do czasu utworzenia RWPG.
W wyniku stalinowskich reform ZSRR przekształcono z kraju agrarnego w potęgę przemysłową. Po II wojnie światowej kraj stał się nowym supermocarstwem. Zdaniem Stevena Rosefielda w okresie stalinizmu poziom życia obywateli kraju obniżył się ze względu na despotyzm Stalina.

## Bilans stalinizmu
- Terror, którego ofiary w latach 1929–1953 szacuje się na kilkadziesiąt milionów osób (według rosyjskiego historyka Roja Miedwiediewa 40 milionów ofiar)[11] w ZSRR i krajach satelickich.
- Zniszczenie dziedzictwa kulturowego kilkunastu narodów w wyniku masowych przesiedleń i rusyfikacji.
- Śmierć ok. 10 mln żołnierzy radzieckich podczas II wojny światowej. Tak duże straty były spowodowane w dużej części niekompetencją kadry dowódczej, co było związane z wielkimi czystkami w Armii Czerwonej przed wojną oraz rozkazami Stalina („ani kroku w tył”, Rozkaz nr 270 itp.).
- Całkowite zablokowanie wymiany wolnej myśli i związana z tym atrofia kultury i twórczych badań naukowych.
- Zniszczenie środowiska naturalnego na ogromnych obszarach spowodowane przez gwałtowny rozwój przemysłu i armii ZSRR.

## Zbrodnie stalinowskie
- Kuropaty
- Wielki terror
- Wielki głód na Ukrainie
- Gułag
- Zbrodnia katyńska
- Operacja polska NKWD
- Represje ZSRR wobec Polaków i obywateli polskich 1939–1946
- Wysiedlenie Tatarów krymskich w 1944 roku
- Operacja „Soczewica” (deportacja Czeczenów i Inguszy do Azji Środkowej i Kazachstanu)